# Hamburg Hauptbahnhof
Hamburg Hauptbahnhof är centralstationen i Hamburg, Tyskland. Fjärrtåg går till de flesta större städer i Tyskland och internationella fjärrtåg till bland annat Sverige, Danmark, Nederländerna, Belgien, Frankrike och Schweiz. Här ansluter Hamburgs pendeltåg och Hamburgs tunnelbana med ett antal linjer.  Centralstationen, som har cirka 550 000 resenärer per dag vilket gör den till Europas näst mest trafikerade i antal passagerare efter Gare du Nord i Paris och, sammanknyter Nordeuropas järnvägsnät med resor till Central- och Sydeuropa.

## Pendeltåg (S-Bahn)
Samtliga pendeltågslinjer möts på Hauptbahnhof och vissa av linjerna (S1, S3) fortsätter vidare i en pendeltågstunnel under centrala Hamburg, City-S-Bahn. Linjerna i tunneln går bland annat till Jungfernstieg, Landungsbrücken, Reeperbahn och Hamburg-Altona. Andra linjer (S2, S5) går via Hamburg-Altona länken till Dammtor eller Berliner Tor (S1, S2) samt till Harburg (S3, S5).

## Tunnelbana (U-Bahn)
Centralstationen har fyra tunnelbanelinjer fördelade på två tunnelbanestationer. Den första tunnelbanestationen Hauptbahnhof Süd öppnade redan år 1912 och trafikeras av linjerna U1 från en perrong samt U3 med annan perrong. Station Hauptbahnhof Nord öppnades 1968 och trafikeras av linje U2 och från 2012 även av den nya tunnelbanelinjen U4.

## Bilder

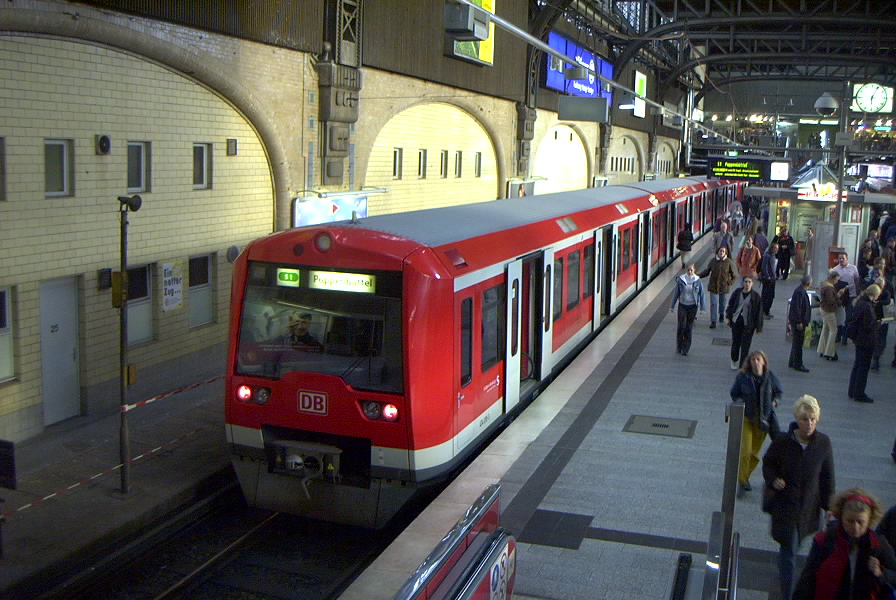
Ett S-Bahntåg på Hamburg Hauptbahnhof.
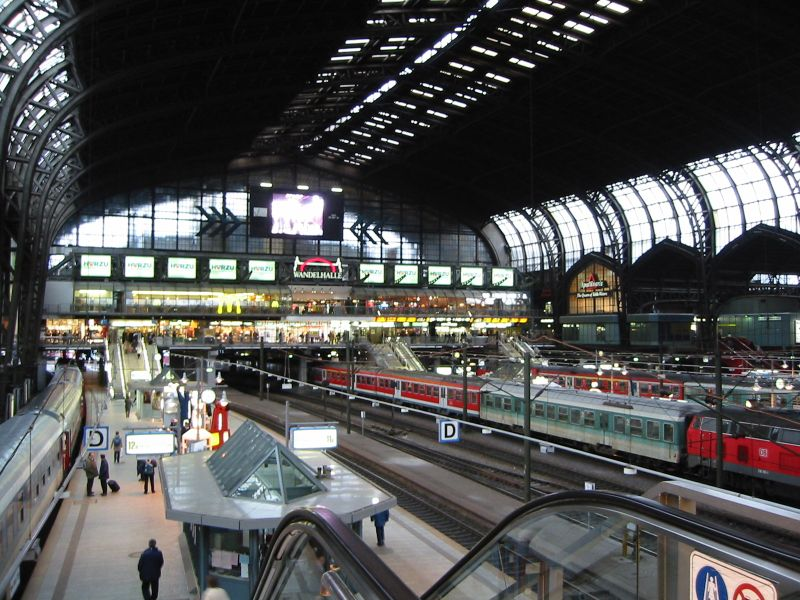
Perronghallen (Bahnsteighalle).
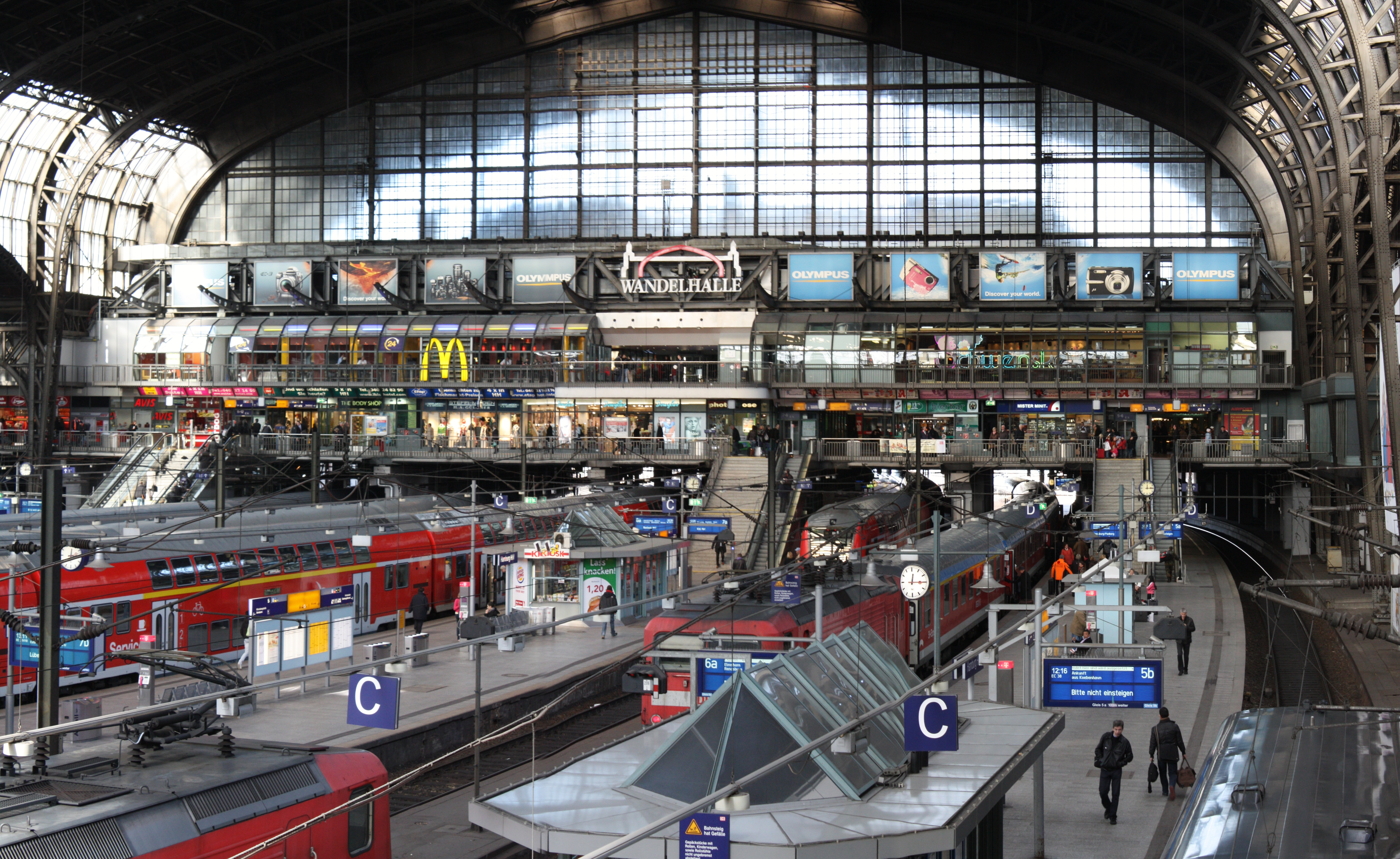
Perronghallen.
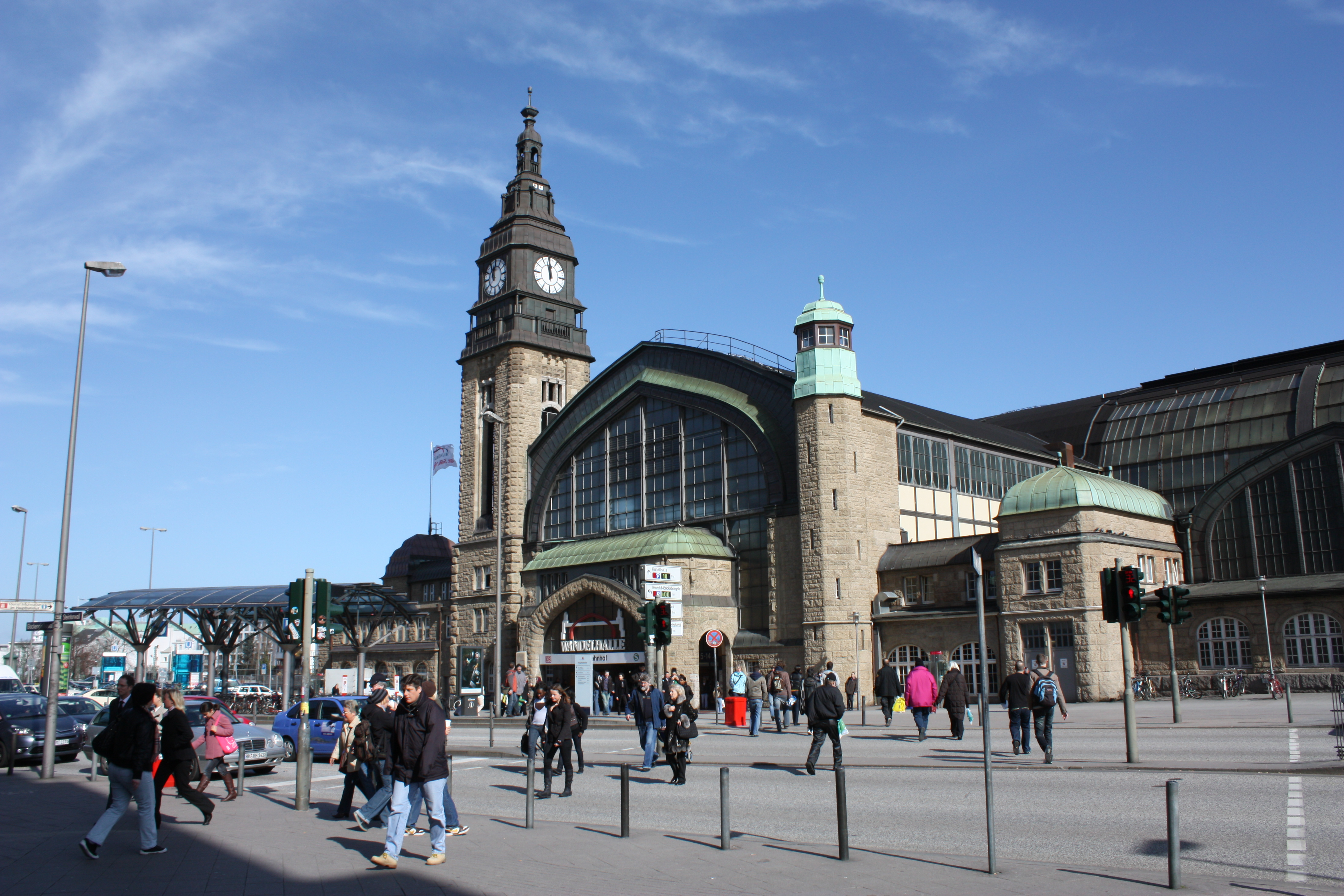
Ett av byggnadens torn.
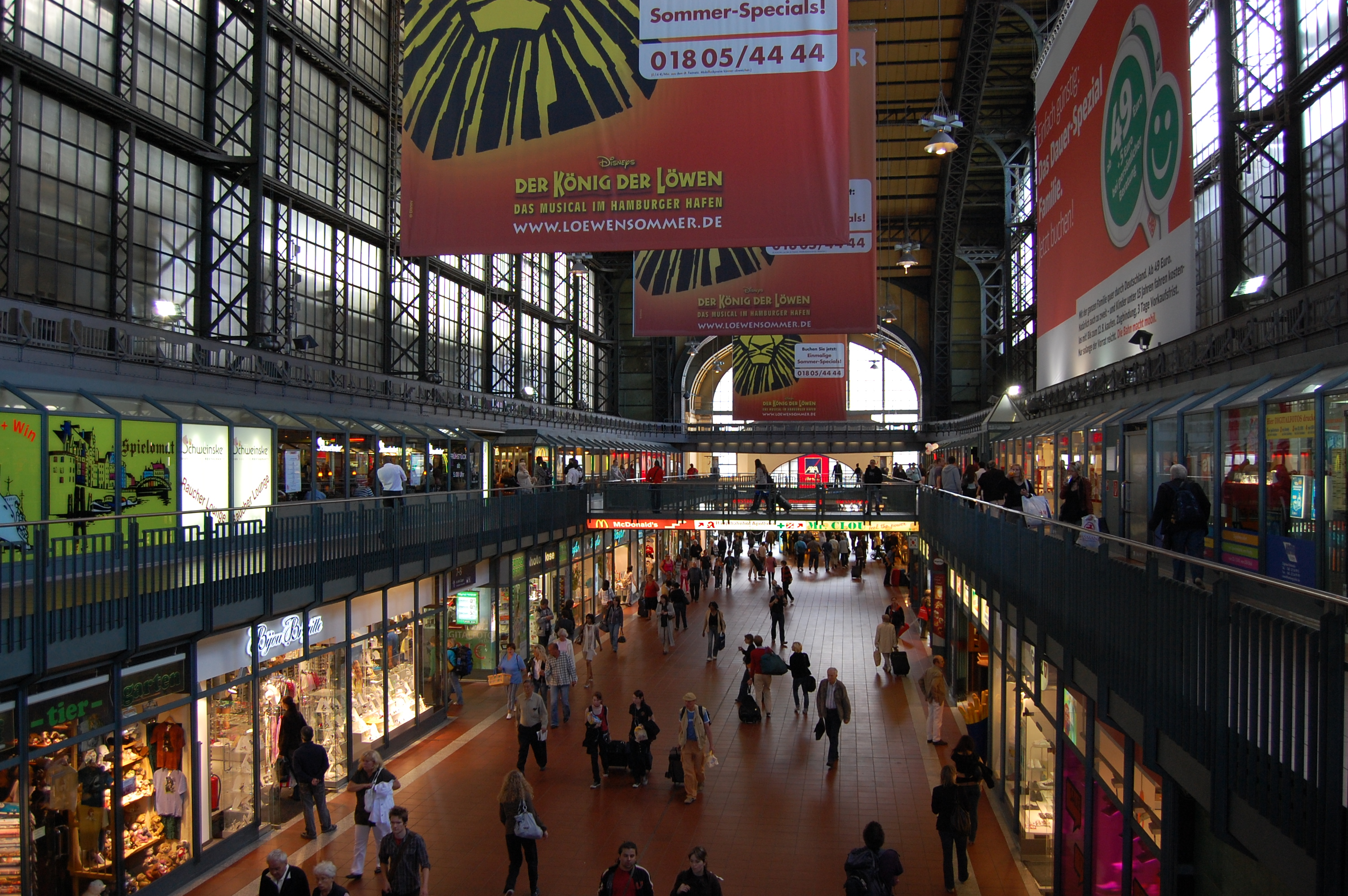
Affärsgalleria inne på stationen.
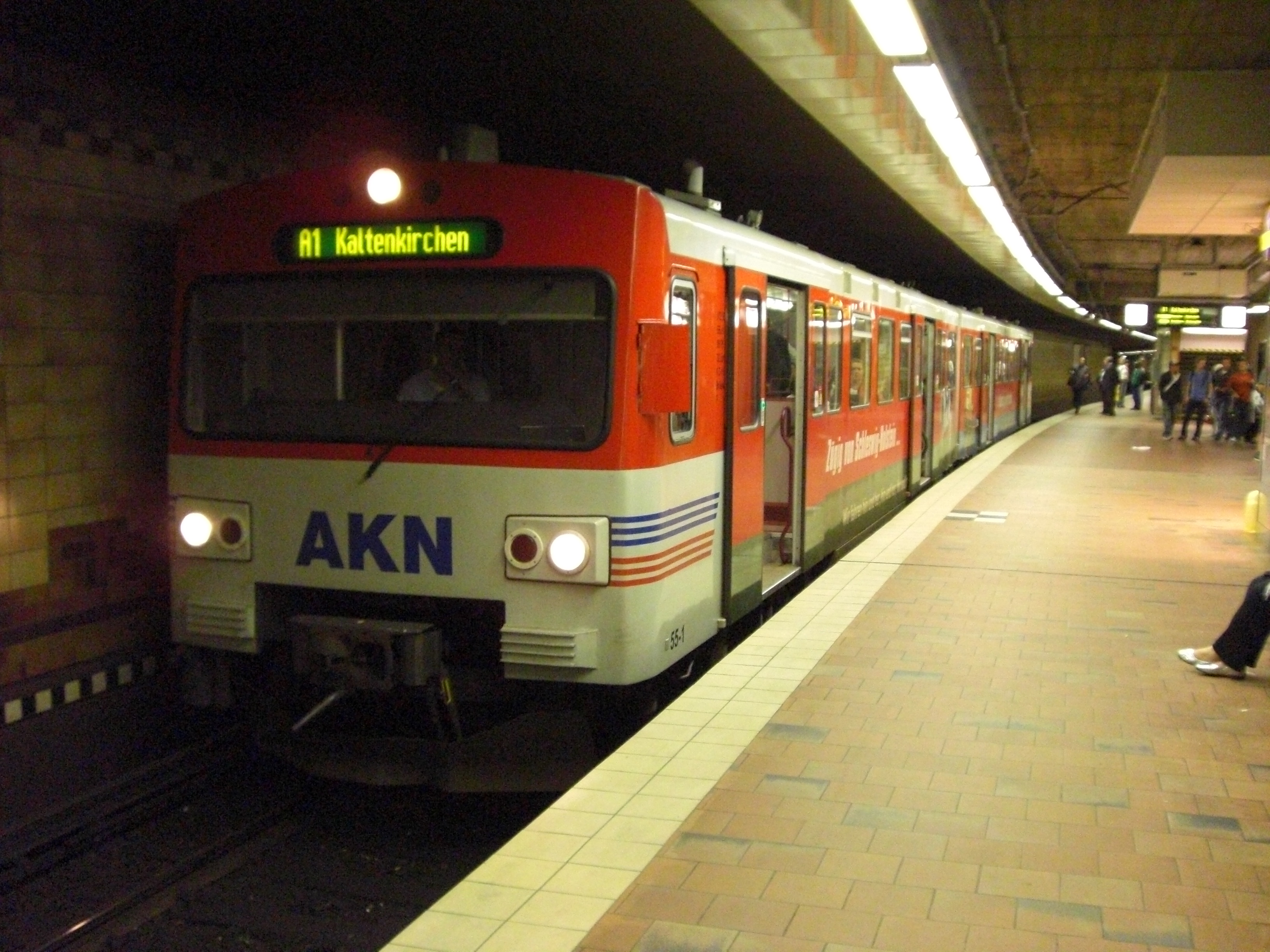
Lokaltåget AKN på Hamburg Hauptbahnhof.
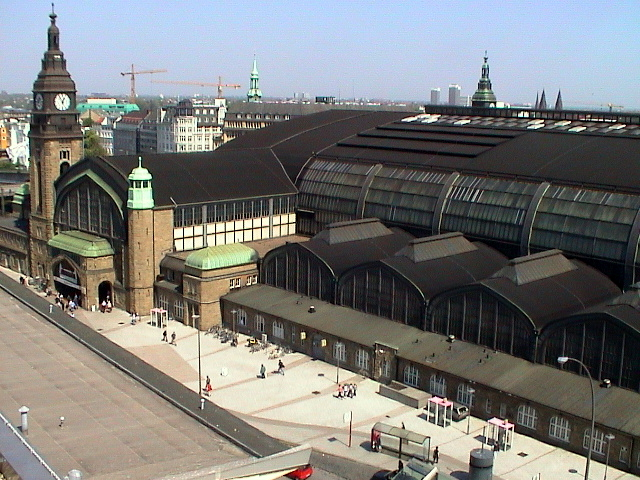
Hamburgs gamla järnvägsstationer.
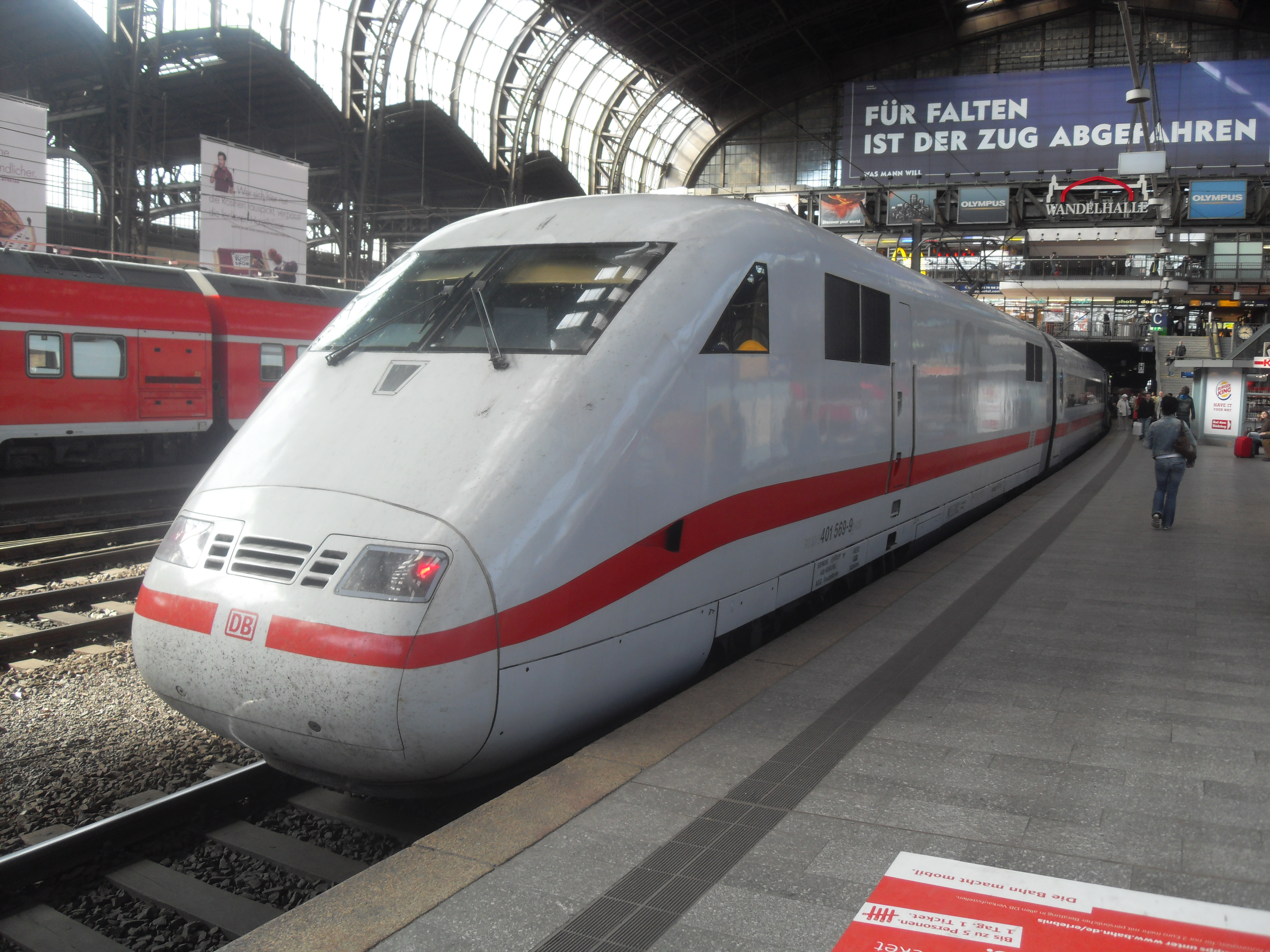
ICE-snabbtåg på Hamburg Hauptbahnhof.
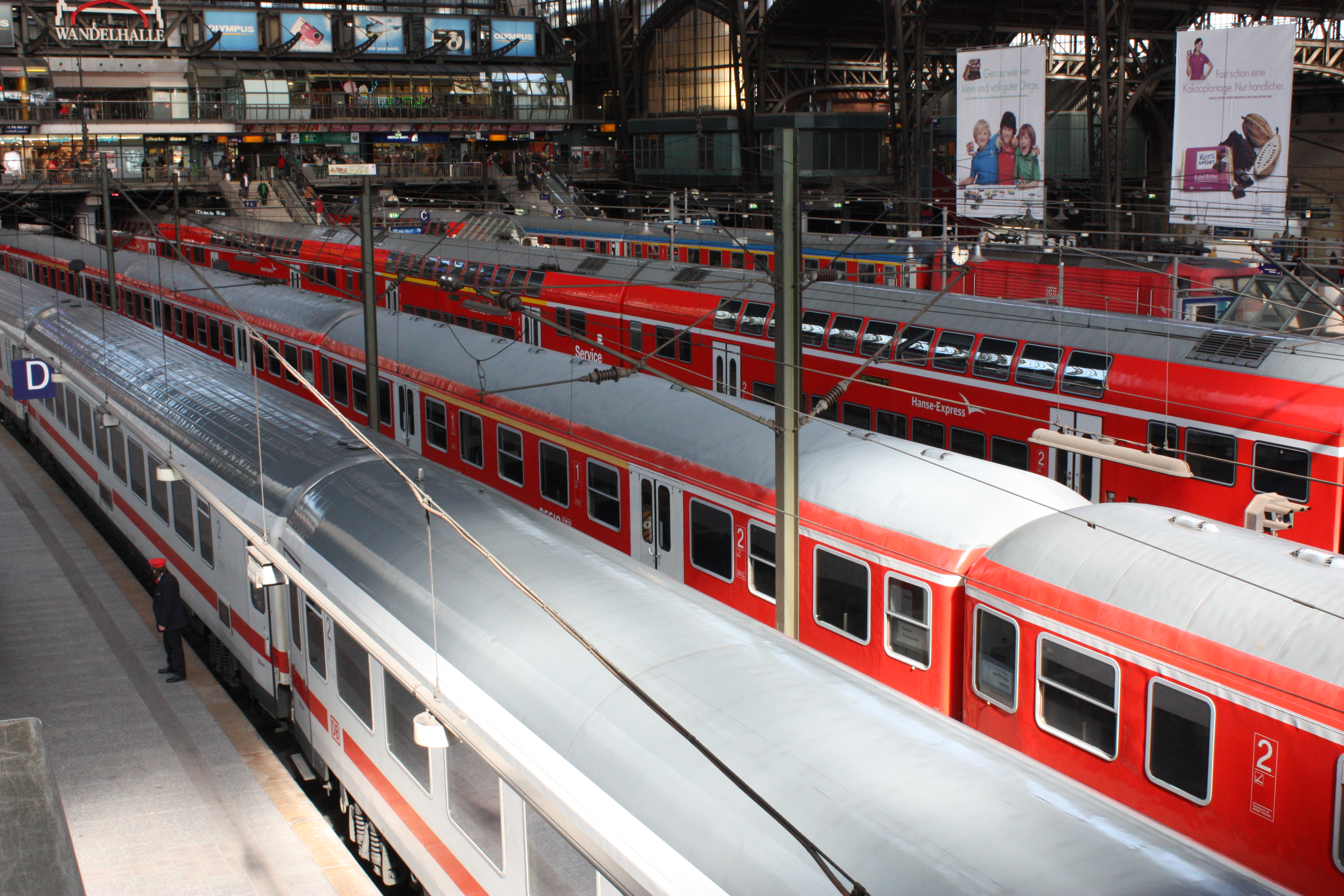
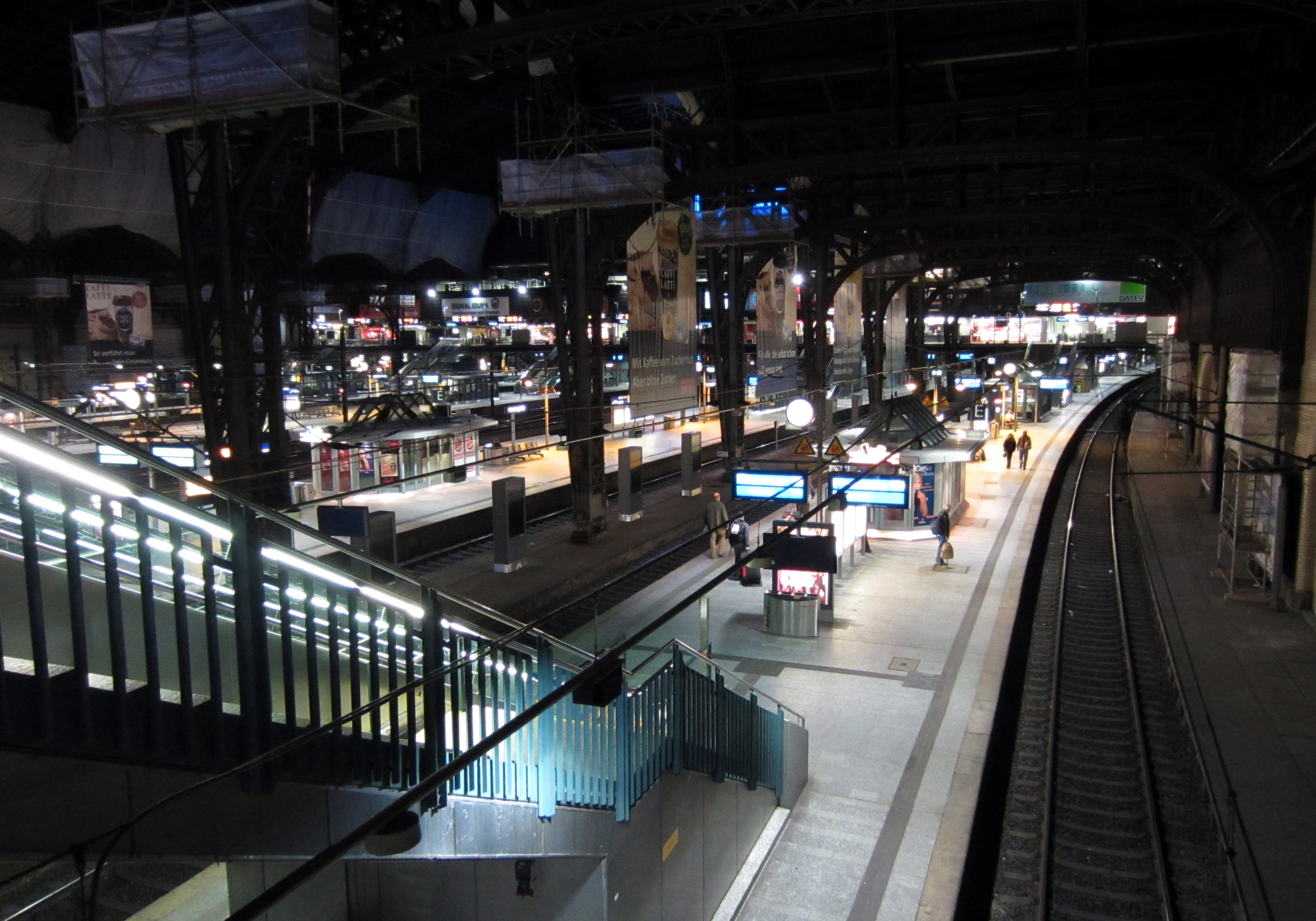
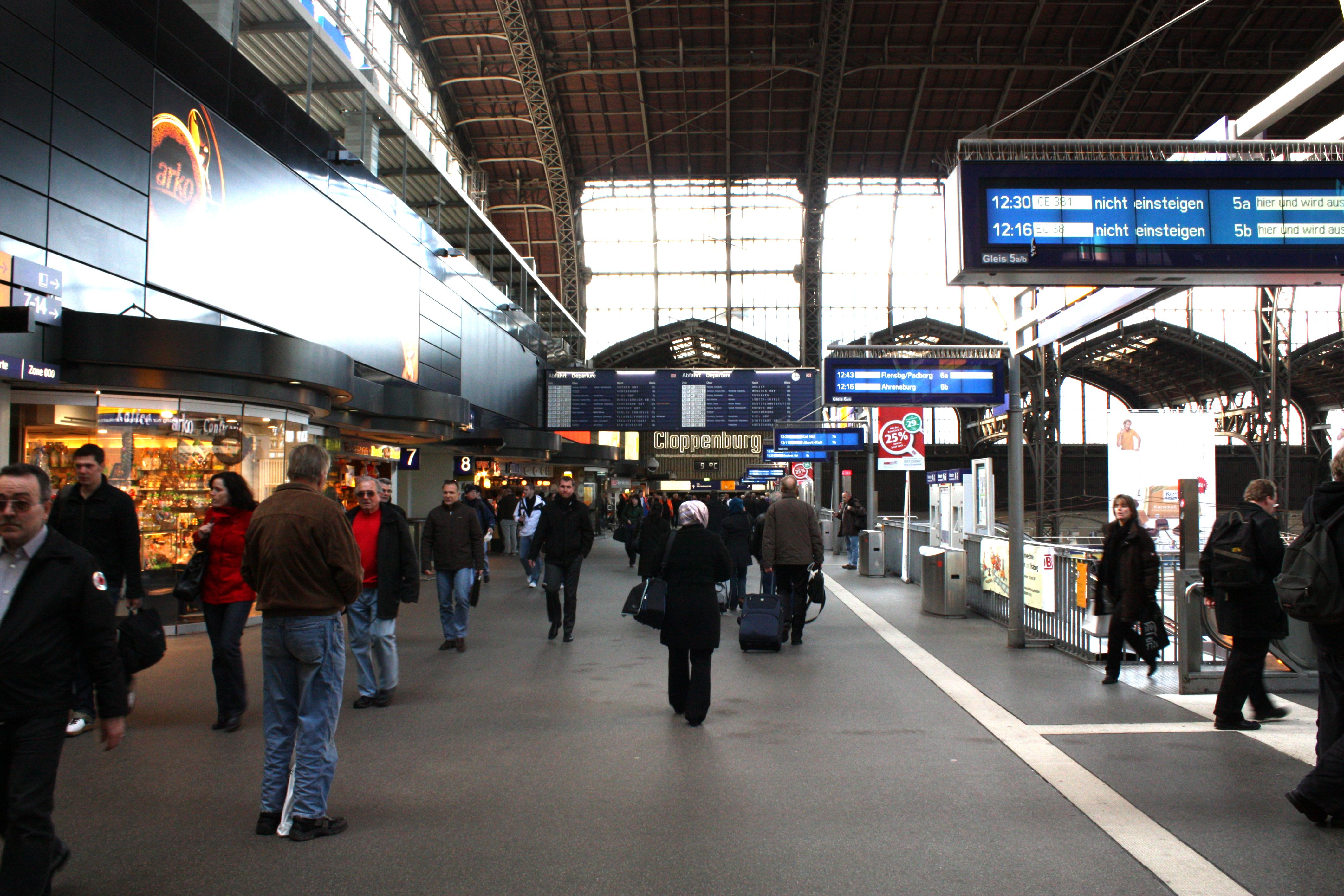
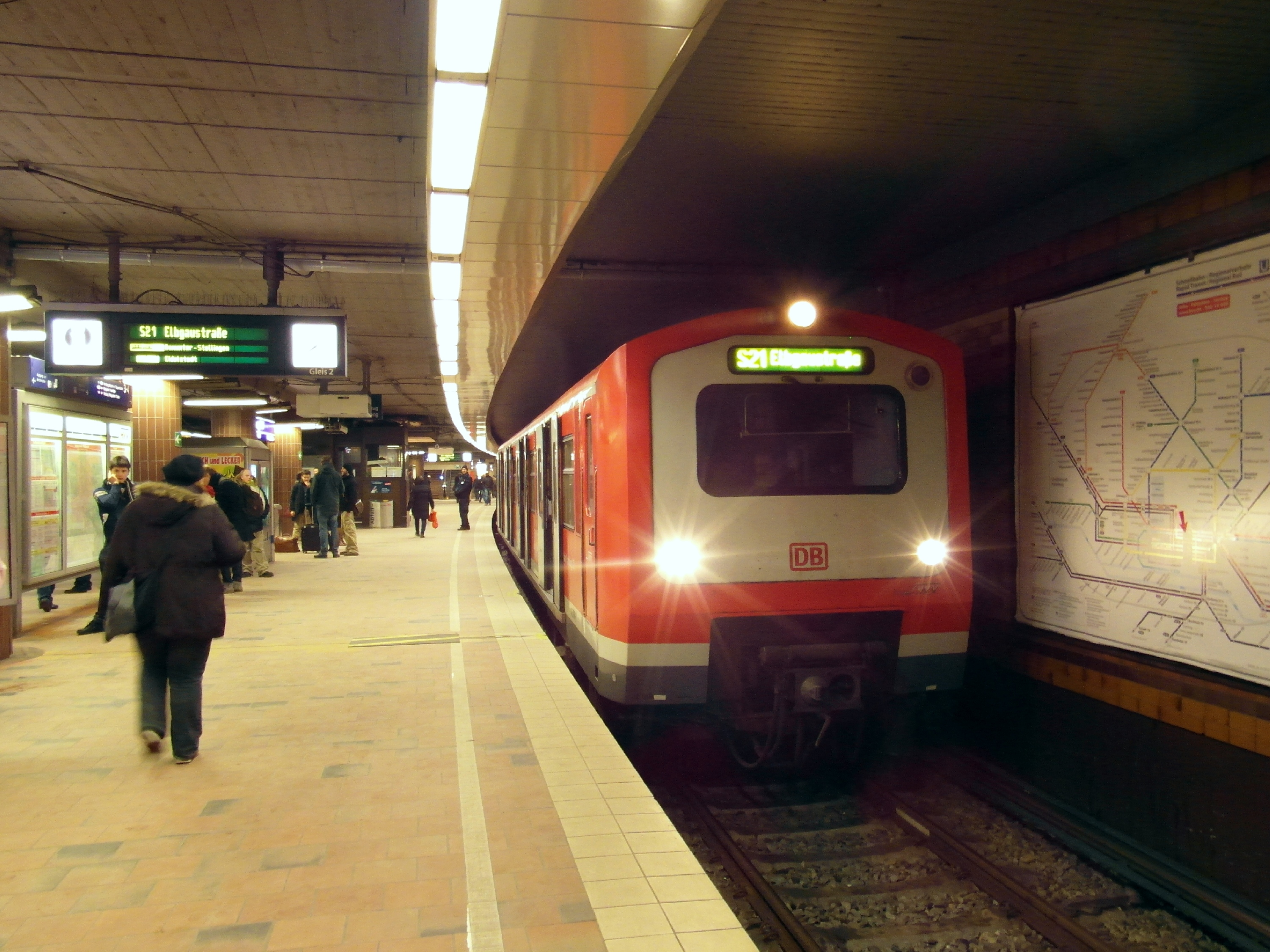
S-Bahn
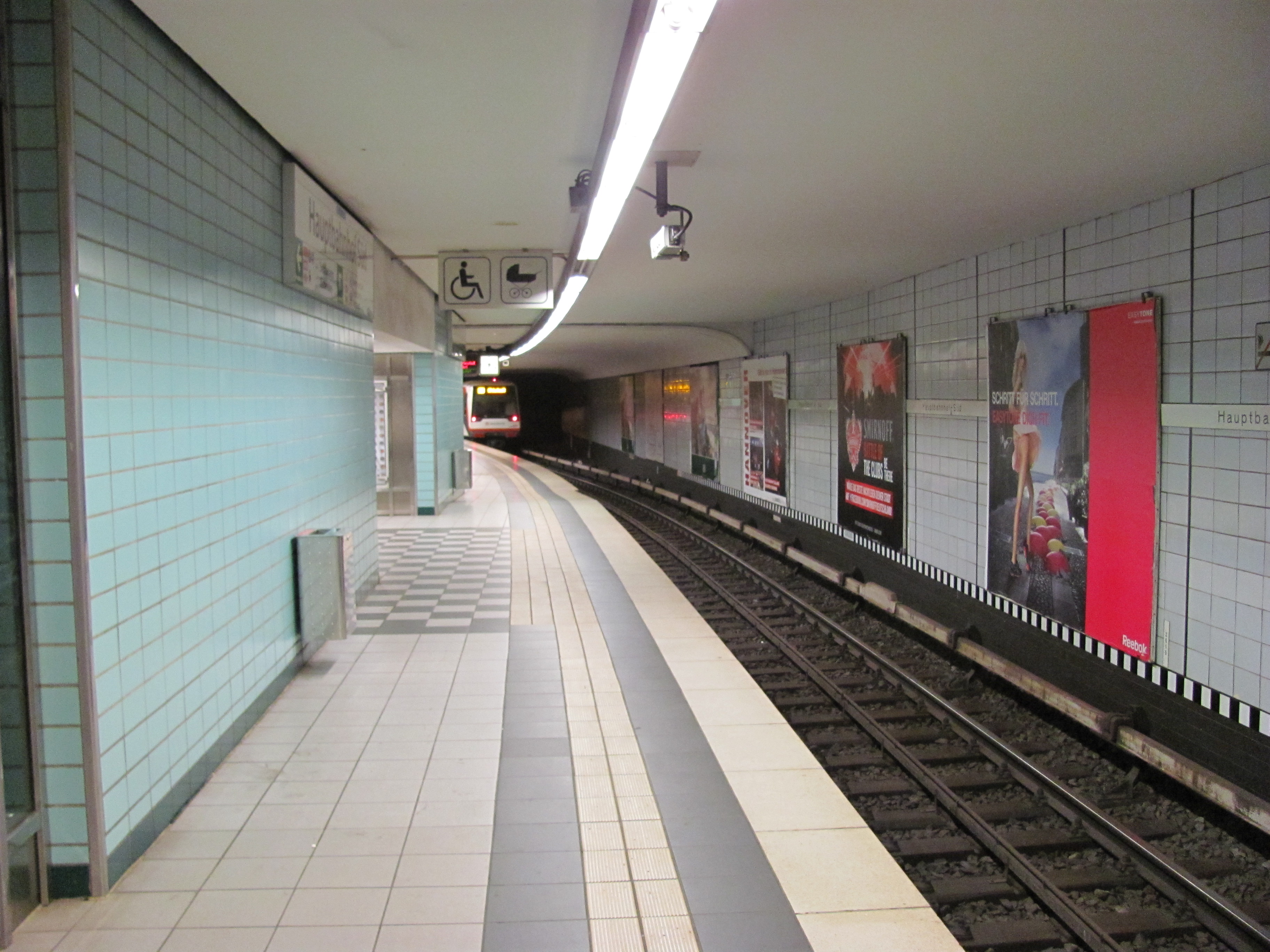
U-Bahn linje U1, 2 spår
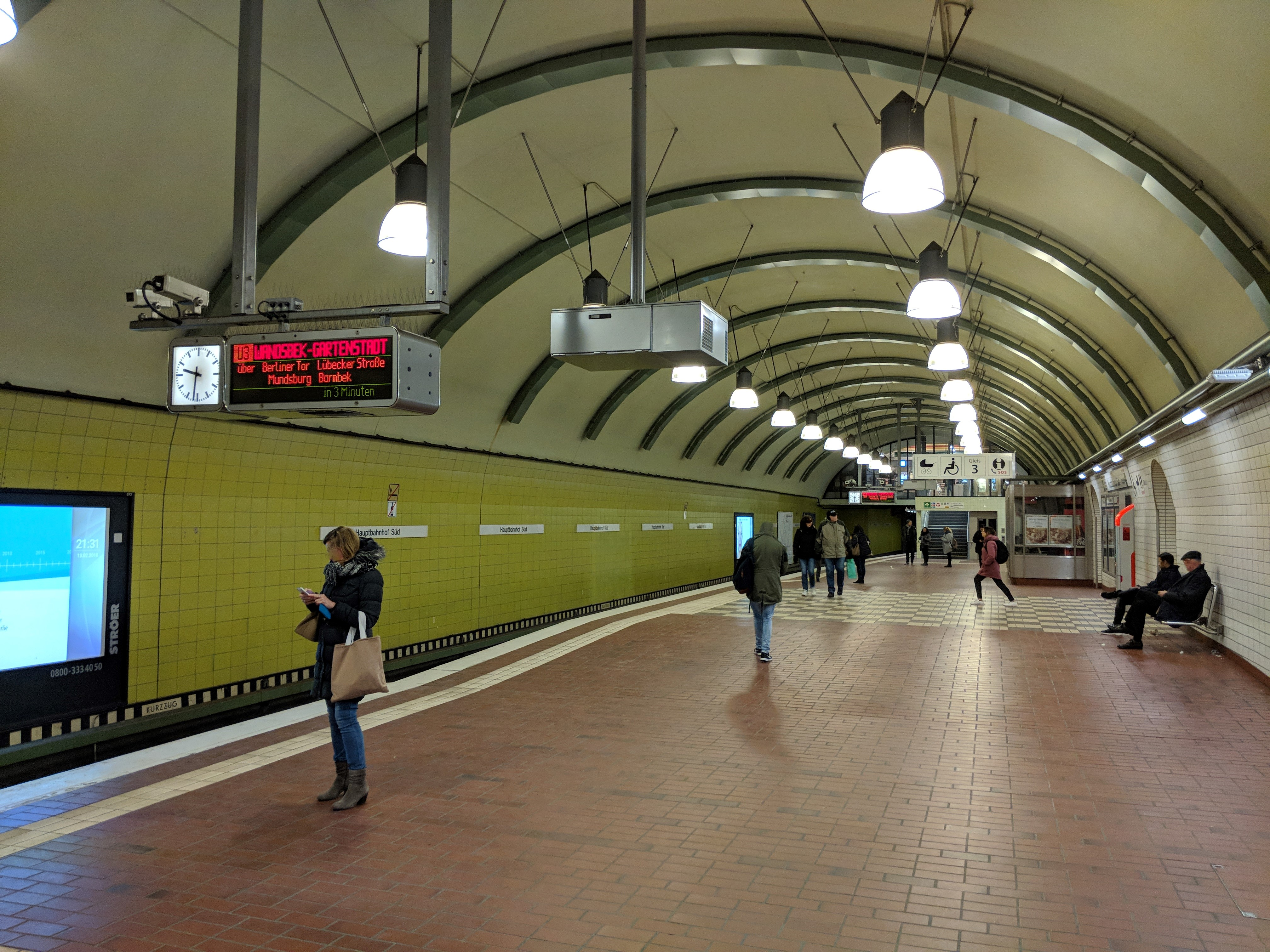
U-Bahn linje U3, 2 spår
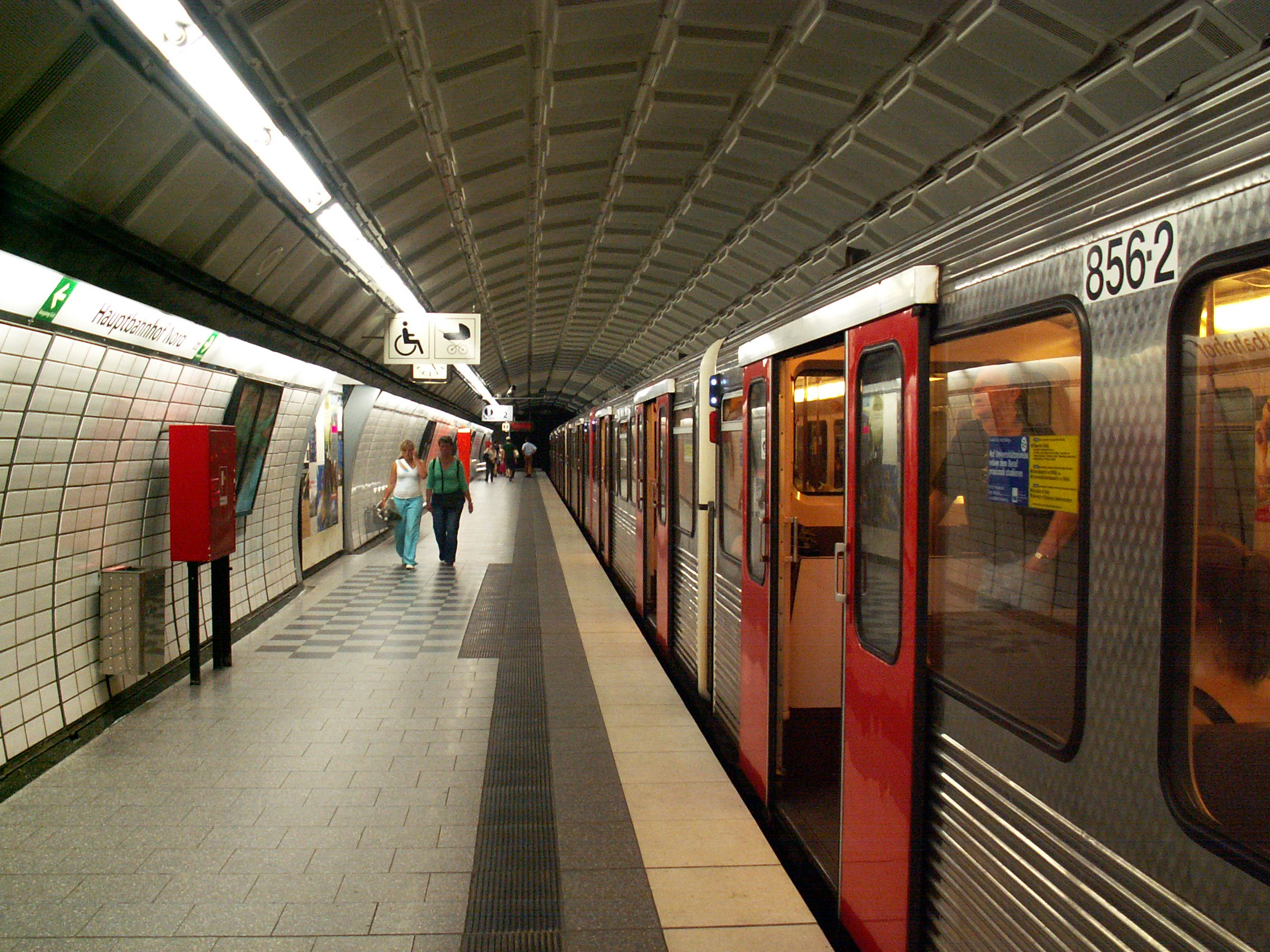
U-Bahn linje U2,U4, 2 spår

1. ↑  hämtat från: tyskspråkiga Wikipedia.[källa från Wikidata]